# Fussball Club Luzern 2009-2010
Questa voce raccoglie le informazioni riguardanti il Fussball Club Luzern nelle competizioni ufficiali della stagione 2009-2010.

## Stagione
Nella stagione 2009-2010 il Lucerna, allenato da Rolf Fringer, concluse il campionato di Super League al 4º posto. In Coppa Svizzera il Lucerna fu eliminato ai quarti di finale dal San Gallo.

## Rosa
| N. |                       | Ruolo | Calciatore              |
| -- | --------------------- | ----- | ----------------------- |
| 1  | Svizzera (bandiera)   | P     | David Zibung            |
| 2  | Ghana (bandiera)      | A     | Joetex Asamoah Frimpong |
| 3  | Nigeria (bandiera)    | D     | Adekunle Lukmon         |
| 4  | Svizzera (bandiera)   | D     | Roland Schwegler        |
| 5  | Svizzera (bandiera)   | C     | Michel Renggli          |
| 6  | Svizzera (bandiera)   | C     | Gerardo Seoane          |
| 7  | Svizzera (bandiera)   | D     | Claudio Lustenberger    |
| 8  | Svizzera (bandiera)   | C     | Davide Chiumiento       |
| 9  | Svizzera (bandiera)   | C     | Benedikt Koller         |
| 10 | Svizzera (bandiera)   | C     | Hakan Yakın             |
| 13 | Svizzera (bandiera)   | D     | Christophe Lambert      |
| 14 | Portogallo (bandiera) | A     | Paiva                   |
| 16 | Romania (bandiera)    | A     | Cristian Florin Ianu    |

| N. |                       | Ruolo | Calciatore      |
| -- | --------------------- | ----- | --------------- |
| 17 | Serbia (bandiera)     | D     | Dušan Veškovac  |
| 18 | Svizzera (bandiera)   | P     | Swen König      |
| 19 | Montenegro (bandiera) | D     | Elsad Zverotić  |
| 21 | Portogallo (bandiera) | C     | Nelson Ferreira |
| 22 | Albania (bandiera)    | C     | Burim Kukeli    |
| 23 | Svizzera (bandiera)   | D     | Samuel Imbach   |
| 24 | Svizzera (bandiera)   | C     | Alain Wiss      |
| 25 | Svizzera (bandiera)   | A     | Nico Siegrist   |
| 26 | Serbia (bandiera)     | A     | Dejan Sorgić    |
| 27 | Croazia (bandiera)    | D     | Marijan Urtic   |
| 29 | Svizzera (bandiera)   | P     | Roman Kaufmann  |
| 30 | Svizzera (bandiera)   | D     | Silvan Büchli   |
| 33 | Svizzera (bandiera)   | C     | Lior Etter      |

## Organigramma societario
Area tecnica
- Allenatore: Rolf Fringer
- Allenatore in seconda: Petăr Aleksandrov
- Preparatore dei portieri: Stephan Lehmann
- Preparatori atletici:

## Calciomercato

### Sessione estiva
| Acquisti | Acquisti             | Acquisti   | Acquisti |
| R.       | Nome                 | da         | Modalità |
| -------- | -------------------- | ---------- | -------- |
| A        | Cristian Florin Ianu | Aarau      |          |
| C        | Hakan Yakın          | Al-Gharafa |          |

| Cessioni | Cessioni                | Cessioni   | Cessioni |
| R.       | Nome                    | a          | Modalità |
| -------- | ----------------------- | ---------- | -------- |
| A        | Janko Pacar             | Kriens     |          |
| A        | Joetex Asamoah Frimpong | Young Boys |          |
| C        | Milan Gajić             | Zurigo     |          |
| C        | Ayoub Rachane           | Renens     |          |
| C        | Ezequiel Óscar Scarione | Thun       |          |

### Sessione invernale
| Acquisti | Acquisti | Acquisti | Acquisti |
| R.       | Nome     | da       | Modalità |
| -------- | -------- | -------- | -------- |

| Cessioni | Cessioni            | Cessioni | Cessioni |
| R.       | Nome                | a        | Modalità |
| -------- | ------------------- | -------- | -------- |
| A        | Jean-Michel Tchouga | Wohlen   |          |
| D        | Boubacar Diarra     | Liaoning |          |
| D        | Sascha Imholz       | Kriens   |          |

## Risultati

### Super League

#### Prima fase, girone di andata
| Arbitro: | Busacca |

|                               |           |                 |
| Dabo 45’ Mpenza 79’ Sarni 83’ | Marcatori | 90’ (rig.) Ianu |

| Arbitro: | Grossen |

|           |           |                             |
| Conti 37’ | Marcatori | 26’ Ianu 76’ (rig.) Renggli |

| Arbitro: | Bertolini |

|                              |           |             |
| Yakın 52’ Renggli 90’ (rig.) | Marcatori | 81’ Vallori |

| Arbitro: | Zimmermann |

|              |           |          |
| Streller 13’ | Marcatori | 86’ Ianu |

| Arbitro: | Hänni |

|                        |           |                |
| Ferreira 15’ Yakın 65’ | Marcatori | 19’ Gavranović |

| Arbitro: | Bertolini |

|          |           |                      |
| Paiva 2’ | Marcatori | 22’ Ghezal 36’ Degen |

| Arbitro: | Laperrière |

|                                                  |           |  |
| Alphonse 60’ Hassli 62’ Vonlanthen 82’ Đurić 90’ | Marcatori |  |

| Arbitro: | Busacca |

|                               |           |           |
| Yakın 42’ Ianu 63’ Kukeli 81’ | Marcatori | 28’ Frick |

| Arbitro: | Studer |

|                              |           |                                      |
| Burki 45’ Stojkov 77’ (rig.) | Marcatori | 34’, 87’ Ferreira 36’ Paiva 90’ Ianu |

#### Prima fase, girone di ritorno
| Arbitro: | Hänni |

|          |           |                                |
| Ianu 52’ | Marcatori | 12’ Marin 67’ (rig.) Domínguez |

| Arbitro: | Graf |

|                                     |           |  |
| Mangiarratti 47’ (aut.) Lambert 90’ | Marcatori |  |

| Zurigo 3 ottobre 2009, ore 17:45 CEST 12ª giornata | Grasshoppers | 0 – 0 referto | Lucerna | Stadio Letzigrund (10 100 spett.)\| Arbitro: \| Wermelinger \| |
| Arbitro:                                           | Wermelinger  |               |         |                                                                |

| Arbitro: | Kever |

|                                                     |           |                                          |
| Chiumiento 4’ Renggli 22’ (rig.) Yakın 79’ Ianu 87’ | Marcatori | 2’ Huggel 7’, 90’ Frei 72’, 90’ Streller |

| Arbitro: | Zimmermann |

|           |           |                  |
| Ideye 60’ | Marcatori | 78’ (aut.) Ideye |

| Arbitro: | Bertolini |

|           |           |          |
| Dudar 71’ | Marcatori | 65’ Ianu |

| Arbitro: | Grossen |

|              |           |  |
| Frimpong 57’ | Marcatori |  |

| Arbitro: | Eisner |

|           |           |              |
| Nushi 90’ | Marcatori | 26’ Frimpong |

| Arbitro: | Laperrière |

|                                                           |           |  |
| Tchouga 1’ Frimpong 12’, 61’ Chiumiento 53’, 64’ Ianu 80’ | Marcatori |  |

#### Seconda fase, girone di andata
| Arbitro: | Studer |

|                                       |           |                      |
| Yakın 2’, 60’ Chiumiento 34’ Ianu 47’ | Marcatori | 6’ Callà 85’ Cabanas |

| Arbitro: | Laperrière |

|                 |           |           |
| Doumbia 1’, 17’ | Marcatori | 86’ Paiva |

| Arbitro: | Wermelinger |

|                            |           |          |
| Chiumiento 45’ (rig.), 80’ | Marcatori | 43’ Lima |

| Arbitro: | Bertolini |

|             |           |                          |
| Stojkov 50’ | Marcatori | 20’ Yakın 28’ Chiumiento |

| Arbitro: | Circhetta |

|           |           |  |
| Đurić 42’ | Marcatori |  |

| Arbitro: | Zimmermann |

|  |           |            |
|  | Marcatori | 33’ Huggel |

| Arbitro: | Studer |

|                                              |           |                    |
| Mpenza 5’, 46’, 78’ Domínguez 22’ Chihab 44’ | Marcatori | 11’ Ianu 41’ Yakın |

| Arbitro: | Kever |

|                                 |           |                            |
| Chiumiento 33’ (rig.) Paiva 76’ | Marcatori | 29’, 47’ Frei 56’ Abegglen |

| Arbitro: | Circhetta |

|                |           |               |
| Edjenguélé 46’ | Marcatori | 40’, 67’ Ianu |

#### Seconda fase, girone di ritorno
| Arbitro: | Graf |

|               |           |            |
| Ianu 28’, 54’ | Marcatori | 71’ Kuljić |

| Arbitro: | Grossen |

|                               |           |          |
| Abegglen 19’, 27’ Merenda 66’ | Marcatori | 42’ Ianu |

| Arbitro: | Busacca |

|           |           |               |
| Yakın 12’ | Marcatori | 44’ Zambrella |

| Arbitro: | Wermelinger |

|                                                     |           |  |
| Silva 10’ Shaqiri 14’ Stocker 43’, 56’ Carlitos 74’ | Marcatori |  |

| Arbitro: | Laperrière |

|                                              |           |          |
| Renggli 4’ Ianu 13’ Yakın 36’ Chiumiento 85’ | Marcatori | 5’ Đurić |

| Arbitro: | Kever |

|                                                  |           |  |
| Chiumiento 63’ (rig.), 84’ Ferreira 66’ Ianu 68’ | Marcatori |  |

| Bellinzona 6 maggio 2010, ore 19:45 CEST 34ª giornata | Bellinzona | 0 – 0 referto | Lucerna | Stadio comunale (2 500 spett.)\| Arbitro: \| Circhetta \| |
| Arbitro:                                              | Circhetta  |               |         |                                                           |

| Arbitro: | Kever |

|                                                   |           |             |
| Ferreira 2’ Ianu 24’, 56’ Kukeli 43’ Siegrist 85’ | Marcatori | 80’ Doumbia |

| Arbitro: | Circhetta |

|  |           |          |
|  | Marcatori | 38’ Ianu |

### Coppa Svizzera
| 19 settembre 2009, ore 17:00 CEST Primo turno | Schötz | 2 – 3 | Lucerna |  |

| 18 ottobre 2009, ore 14:00 CEST Secondo turno | Linth 04 | 1 – 4 | Lucerna |  |

| 21 novembre 2009, ore 14:30 CET Ottavi di finale | FC Töss | 1 – 2 | Lucerna |  |

| 10 dicembre 2009, ore 19:00 CET Quarti di finale | Lucerna | 1 – 4 | San Gallo |  |

## Statistiche

### Statistiche di squadra
| Competizione   | Punti | In casa | In casa | In casa | In casa | In casa | In casa | In trasferta | In trasferta | In trasferta | In trasferta | In trasferta | In trasferta | Totale | Totale | Totale | Totale | Totale | Totale | DR  |
| Competizione   | Punti | G       | V       | N       | P       | Gf      | Gs      | G            | V            | N            | P            | Gf           | Gs           | G      | V      | N      | P      | Gf     | Gs     | DR  |
| -------------- | ----- | ------- | ------- | ------- | ------- | ------- | ------- | ------------ | ------------ | ------------ | ------------ | ------------ | ------------ | ------ | ------ | ------ | ------ | ------ | ------ | --- |
| Super League   | 58    | 18      | 12      | 1       | 5       | 46      | 23      | 18           | 5            | 6            | 7            | 20           | 32           | 36     | 17     | 7      | 12     | 66     | 55     | +11 |
| Coppa Svizzera | -     | 1       | 0       | 0       | 1       | 1       | 4       | 3            | 3            | 0            | 0            | 9            | 4            | 4      | 3      | 0      | 1      | 10     | 8      | +2  |
| Totale         | 58    | 19      | 12      | 1       | 6       | 47      | 27      | 21           | 8            | 6            | 7            | 29           | 36           | 40     | 20     | 7      | 13     | 76     | 63     | +13 |

### Andamento in campionato
| Giornata  | 1 | 2 | 3 | 4 | 5 | 6 | 7 | 8 | 9 | 10 | 11 | 12 | 13 | 14 | 15 | 16 | 17 | 18 | 19 | 20 | 21 | 22 | 23 | 24 | 25 | 26 | 27 | 28 | 29 | 30 | 31 | 32 | 33 | 34 | 35 | 36 |
| --------- | - | - | - | - | - | - | - | - | - | -- | -- | -- | -- | -- | -- | -- | -- | -- | -- | -- | -- | -- | -- | -- | -- | -- | -- | -- | -- | -- | -- | -- | -- | -- | -- | -- |
| Luogo     | T | T | C | T | C | C | T | C | T | C  | C  | T  | C  | T  | T  | C  | T  | C  | C  | T  | C  | T  | T  | C  | T  | C  | T  | C  | T  | C  | T  | C  | C  | T  | C  | T  |
| Risultato | P | V | V | N | V | P | P | V | V | P  | V  | N  | P  | N  | N  | V  | N  | V  | V  | P  | V  | V  | P  | P  | P  | P  | V  | V  | P  | N  | P  | V  | V  | N  | V  | V  |
| Posizione | 9 | 7 | 2 | 2 | 2 | 2 | 4 | 2 | 2 | 3  | 3  | 4  | 4  | 4  | 4  | 4  | 4  | 3  | 3  | 3  | 3  | 3  | 3  | 4  | 4  | 4  | 4  | 4  | 4  | 4  | 5  | 4  | 4  | 4  | 4  | 4  |

Legenda:

Luogo: C = Casa; T = Trasferta. Risultato: V = Vittoria; N = Pareggio; P = Sconfitta.

### Statistiche dei giocatori
| Giocatore       | Barrage Super League | Barrage Super League | Barrage Super League | Barrage Super League | Super League | Super League | Super League | Super League | Totale   | Totale | Totale      | Totale     |
| Giocatore       | Presenze             | Reti                 | Ammonizioni          | Espulsioni           | Presenze     | Reti         | Ammonizioni  | Espulsioni   | Presenze | Reti   | Ammonizioni | Espulsioni |
| --------------- | -------------------- | -------------------- | -------------------- | -------------------- | ------------ | ------------ | ------------ | ------------ | -------- | ------ | ----------- | ---------- |
| S. Büchli       | 0                    | 0                    | 0                    | 0                    | 2            | 0            | 1            | 0            | 2        | 0      | 1           | 0          |
| D. Chiumiento   | 2                    | 1                    | 0                    | 0                    | 24           | 11           | 4            | 0            | 26       | 12     | 4           | 0          |
| B. Diarra       | 2                    | 0                    | 1                    | 0                    | 8            | 0            | 2            | 0            | 10       | 0      | 3           | 0          |
| L. Etter        | 1                    | 0                    | 0                    | 0                    | 15           | 0            | 0            | 0            | 16       | 0      | 0           | 0          |
| M. Fellmann     | 0                    | 0                    | 0                    | 0                    | 0            | 0            | 0            | 0            | 0        | 0      | 0           | 0          |
| N. Ferreira     | 2                    | 0                    | 0                    | 0                    | 29           | 5            | 5            | 0            | 31       | 5      | 5           | 0          |
| J. Frimpong     | 2                    | 0                    | 0                    | 0                    | 11           | 4            | 2            | 0            | 13       | 4      | 2           | 0          |
| M. Gajić        | 2                    | 0                    | 0                    | 0                    | 0            | 0            | 0            | 0            | 2        | 0      | 0           | 0          |
| C. Ianu         | 0                    | 0                    | 0                    | 0                    | 36           | 21           | 3            | 0            | 36       | 21     | 3           | 0          |
| S. Imbach       | 0                    | 0                    | 0                    | 0                    | 0            | 0            | 0            | 0            | 0        | 0      | 0           | 0          |
| S. Imholz       | 0                    | 0                    | 0                    | 0                    | 1            | 0            | 0            | 0            | 1        | 0      | 0           | 0          |
| R. Kaufmann     | 0                    | 0                    | 0                    | 0                    | 0            | 0            | 0            | 0            | 0        | 0      | 0           | 0          |
| B. Koller       | 0                    | 0                    | 0                    | 0                    | 1            | 0            | 0            | 0            | 1        | 0      | 0           | 0          |
| B. Kukeli       | 0                    | 0                    | 0                    | 0                    | 34           | 2            | 7            | 0            | 34       | 2      | 7           | 0          |
| S. König        | 0                    | 0                    | 0                    | 0                    | 4            | 0            | 1            | 0            | 4        | 0      | 1           | 0          |
| C. Lambert      | 0                    | 0                    | 0                    | 0                    | 6            | 1            | 2            | 0            | 6        | 1      | 2           | 0          |
| A. Lukmon       | 0                    | 0                    | 0                    | 0                    | 15           | 0            | 3            | 0            | 15       | 0      | 3           | 0          |
| C. Lustenberger | 2                    | 0                    | 0                    | 0                    | 28           | 0            | 6            | 0            | 30       | 0      | 6           | 0          |
| M. Mehidic      | 0                    | 0                    | 0                    | 0                    | 0            | 0            | 0            | 0            | 0        | 0      | 0           | 0          |
| J. Pacar        | 0                    | 0                    | 0                    | 0                    | 5            | 0            | 0            | 0            | 5        | 0      | 0           | 0          |
| P. Paiva        | 2                    | 2                    | 0                    | 0                    | 31           | 4            | 1            | 0            | 33       | 6      | 1           | 0          |
| J. Ravasi       | 0                    | 0                    | 0                    | 0                    | 0            | 0            | 0            | 0            | 0        | 0      | 0           | 0          |
| M. Renggli      | 2                    | 1                    | 0                    | 0                    | 35           | 4            | 3            | 0            | 37       | 5      | 3           | 0          |
| Ó. Scarione     | 2                    | 1                    | 0                    | 0                    | 0            | 0            | 0            | 0            | 2        | 1      | 0           | 0          |
| R. Schwegler    | 2                    | 0                    | 0                    | 0                    | 16           | 0            | 3            | 0            | 18       | 0      | 3           | 0          |
| G. Seoane       | 2                    | 0                    | 0                    | 0                    | 20           | 0            | 5            | 0            | 22       | 0      | 5           | 0          |
| N. Siegrist     | 0                    | 0                    | 0                    | 0                    | 18           | 1            | 2            | 0            | 18       | 1      | 2           | 0          |
| D. Sorgić       | 0                    | 0                    | 0                    | 0                    | 5            | 0            | 0            | 0            | 5        | 0      | 0           | 0          |
| J. Tchouga      | 0                    | 0                    | 0                    | 0                    | 4            | 1            | 0            | 0            | 4        | 1      | 0           | 0          |
| M. Urtic        | 0                    | 0                    | 0                    | 0                    | 5            | 0            | 1            | 0            | 5        | 0      | 1           | 0          |
| D. Veškovac     | 1                    | 0                    | 0                    | 1                    | 31           | 0            | 4            | 1            | 32       | 0      | 4           | 2          |
| A. Wiss         | 0                    | 0                    | 0                    | 0                    | 25           | 0            | 5            | 0            | 25       | 0      | 5           | 0          |
| H. Yakın        | 0                    | 0                    | 0                    | 0                    | 29           | 10           | 4            | 1            | 29       | 10     | 4           | 1          |
| D. Zibung       | 2                    | 0                    | 0                    | 0                    | 32           | 0            | 3            | 0            | 34       | 0      | 3           | 0          |
| E. Zverotić     | 2                    | 0                    | 0                    | 0                    | 31           | 0            | 6            | 0            | 33       | 0      | 6           | 0          |